# Bloodflowers
Bloodflowers é o décimo primeiro álbum de estúdio da banda inglesa de rock The Cure, lançado em 2000.
Em 2001 o álbum foi indicado no Grammy Award como Melhor álbum de música alternativa.
| “ | ...Gravar o Bloodflowers foi a melhor experiência que eu tive desde que gravei o Kiss Me Kiss Me Kiss Me. Atingi os meus objectivos, que eram fazer o álbum, ter prazer enquanto o gravava, e acabar com algo bastante intenso e emocional. Robert Smith. | ” |

| Críticas profissionais                                                      | Críticas profissionais |
| Avaliações da crítica                                                       | Avaliações da crítica  |
| Fonte                                                                       | Avaliação              |
| --------------------------------------------------------------------------- | ---------------------- |
| allmusic                                                                    | [ 2 ]                  |
| Rolling Stone                                                               | [ 3 ]                  |
| Esta tabela precisa de ser acompanhada por texto em prosa. Consulte o guia. |                        |

## Faixas
Todas as canções por Robert Smith/Simon Gallup/Perry Bamonte/Jason Cooper/Roger O'Donnell.
1. "Out of This World" – 6:43
2. "Watching Me Fall" – 11:13
3. "Where the Birds Always Sing" – 5:44
4. "Maybe Someday" – 5:04
5. "Coming Up" – 6:26
6. "The Last Day of Summer" – 5:36
7. "There Is No If...." – 3:43
8. "The Loudest Sound" – 5:09
9. "39" – 7:19
10. "Bloodflowers" – 7:31